# Curtis Davies
Curtis Eugene Davies (født 15. marts 1985 i London, England) er en engelsk fodboldspiller, som spiller i Derby County. Han har tidligere spillet for blandt andet West Bromwich, Aston Villa og Hull.